# Asphalt 3D
Asphalt 3D (w Japonii i Australii wydana jako Asphalt 3D: Nitro Racing) – komputerowa gra wyścigowa z serii Asphalt wyprodukowana i wydana 22 marca 2011 roku przez Gameloft.

## Rozgrywka
Asphalt 3D jest samochodową grą wyścigową arcade, charakteryzuje się ona zręcznościowym modelem jazdy.
Do gry wprowadzono ponad 40 samochodów, niektóre modele zostały odwzorowane wraz z detalami i parametrami technicznymi. Gracz może poruszać się po 17. miastach m.in. Paryżu, Rzymie, Pizie, Berlinie, Atenach, Tokio, Rio de Janeiro, Aspen, Las Vegas i Miami.
Gra zawiera kilka trybów gry, m.in. pojedynek szosowy, pościg, drift, próba czasowa i jazda za pieniądze.
Wraz z wykonywaniem przez gracza zadań uzyskuje on możliwość tuningu swoich aut, a także zostają odblokowane trasy i pojazdy.
W grze wprowadzony został tryb gry wieloosobowej w którym za pośrednictwem Wi-Fi w sieci lokalnej może uczestniczyć sześciu graczy.